# Jan Roothaan
Jan Philipp Roothaan (23 de noviembre de 1785 - 8 de mayo de 1853) fue el vigésimo primer prepósito general de la Compañía de Jesús.

## Juventud y formación

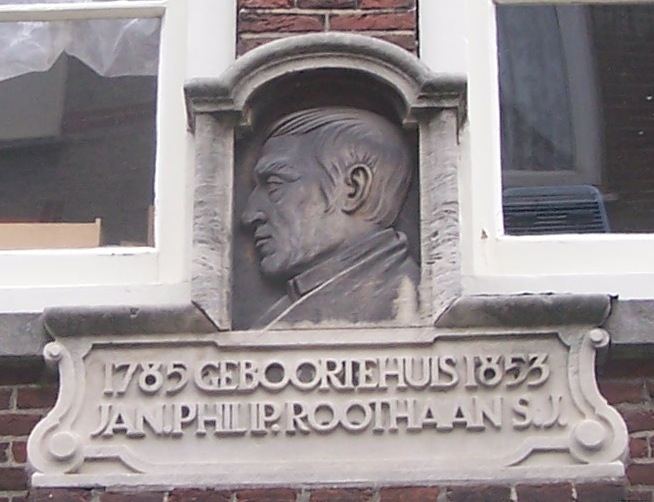
Lugar de nacimiento de Roothaan en Ámsterdam

Nació en el seno de una familia calvinista emigrada de Fráncfort del Meno a Ámsterdam, donde se convirtieron al catolicismo. Hizo sus estudios en su ciudad natal, primero en el Gymnasium y luego en el Ateneo, donde estudió lenguas clásicas y semíticas. Siendo acólito en la iglesia De Krijtberg de Ámsterdam entró en contacto con ex-jesuitas encargados de los servicios pastorales. Cuando expresó su deseo de ser jesuita lo enviaron a Dunaburg, en Rusia Blanca (ahora Daugavpils, Letonia). Tras dos años de noviciado (1804-1806) enseñó en el colegio de dicha ciudad (1806-1809). En Pólatsk siguió estudios de filosofía y teología, preparatorios de su acceso al sacerdocio (27 de enero de 1812).

## Profesor y rector
Roothaas era profesor de retórica en Pusza cuando el Papa Pío VII firmó (31 de julio de 1814) y promulgó (7 de agosto de 1814) el decreto de restablecimiento universal de la Compañía de Jesús (Solicitudo omnium ecclesiarum). Tras cuatro años en Pusza (1812-1816) enseñó en Orsa hasta 1820, año en que los jesuitas fueron expulsados de Rusia y debió exiliarse. Primero enseñó retórica en Briga, en Suiza, en 1823 fue nombrado vicerrector del nuevo colegio de Turín y en 1829 viceprovincial de Italia.

## 21.ª Congregación General (1829)
Tras la muerte de Luigi Fortis se convocó en Roma la XXI Congregación General que eligió superior general a Roothaan el 9 de julio de 1829 en la cuarta votación. Entre las orientaciones que dio al nuevo general estaban: mejorar la formación espiritual e intelectual de los jóvenes jesuitas; limitar la apertura de colegios asegurándose de su financiación y modernizar el programa de estudios con más materias científicas; relanzar el apostolado intelectual (estudiar las nuevas corrientes filosóficas y teológicas y las investigaciones sobre la historia de la Compañía) y ser más estricto en la admisión definitiva de nuevos miembros.

## Superior general

### Cartas y documentos
Entre sus circulares más importantes están "De amore Societatis et instituti nostri" de 1830, la de 1833, que alentaba al estudio de los Ejercicios espirituales y otra de 1841 sobre el progreso de la Compañía (y sus peligros). Hizo también una nueva traducción latina de los Ejercicios Espirituales de San Ignacio, con introducción y comentarios, que fue utilizada durante todo el siglo XIX y la primera mitad del XX. Otras cartas, de 1831 y 1845, ayudaron a enfrentar "las tribulaciones y persecuciones" que persistían, entre ellas campañas de prensa acusándolos de sombríos complots. 
La circular de 1833 que pedía voluntarios para las misiones ("De Missionum exterarum desiderio excitando et fovendo") suscitó el entusiasmo y supuso un nuevo impulso misionero de la Compañía.
Una comisión reunida en 1831 revisó el Ratio Studiorum, añadiendo nuevas materias y desarrollando la enseñanza de las ciencias, las lenguas vernáculas y la historia de la Iglesia.

### Obras apostólicas
A petición del gobierno belga en 1837 se reanudó la obra de los Bolandistas en Bruselas. Apoyó a Augustin De Backer que relanzó la Biblioteca Scriptorum Societatis (1844). La revista Civiltà Cattolica apareció en Roma en 1850. Con los artículos y los libros se reanudaron las polémicas, entre otras con el filósofo Antonio Rosmini.
Las misiones populares y la predicación se reorganizaron con Xavier de Ravignan. François-Xavier Gautrelet fundó el Apostolado de la oración. Tampoco se olvidó la ayuda a los más desfavorecidos: durante la epidemia de cólera de Roma de 1837 los jesuitas participaron en la ayuda pública a los enfermos. 

### Un general viajero
Roothaan vivió en una Europa hostil a los jesuitas. Fueron expulsados de España en 1835 y de Suiza en 1847. El año siguiente Roothaan fue el primer general en abandonar Roma tras su elección y en visitar las comunidades jesuitas en el extranjero, aunque fue precisamente su exilio la razón de esas visitas. La proclamación de la efímera República Romana por Giuseppe Mazzini en 1848 lo forzó a abandonar Roma. Visitó a los jesuitas de Francia, Bélgica, Países Bajos, Inglaterra e Irlanda. En 1850 volvió enfermo a Roma.

## Fallecimiento
Al sentir que sus fuerzas declinaban convocó una congregación general para elegir un coadjutor. Envió la carta el 4 de enero de 1853, nombró un vicario general el 22 de febrero y falleció dos semanas más tarde. El 21 de junio eligieron como su sucesor a Pieter Beckx. Durante su mandato el número de jesuitas creció de 2.137 a 5.209 y el de residencias y colegios de 55 a 100. Trabajó incansablemente por la restauración y revitalización de la Compañía de Jesús.